# Darius Days
Darius Days (Gainesville, 20 ottobre 1999) è un cestista statunitense.

## Carriera
Dopo aver la carriera universitaria con gli LSU Tigers, non viene scelto al Draft NBA 2022.
Il 16 luglio 2022 viene inizialmente acquistato con un two-way contract dai Miami Heat; tuttavia il 9 ottobre 2022 il suo two-way contract è stato convertito in un exhibit 10 contract, annullandolo di conseguenza.
L'11 ottobre 2022 viene ingaggiato dagli Houston Rockets.

## Statistiche

### NCAA
| Anno      | Squadra    | PG  | PT | MP   | TC%  | 3P%  | TL%  | RP  | AP  | PRP | SP  | PP   |
| --------- | ---------- | --- | -- | ---- | ---- | ---- | ---- | --- | --- | --- | --- | ---- |
| 2018-2019 | LSU Tigers | 35  | 3  | 14,6 | 48,5 | 38,2 | 74,3 | 4,0 | 0,4 | 0,7 | 0,3 | 5,3  |
| 2019-2020 | LSU Tigers | 31  | 30 | 23,6 | 48,6 | 29,5 | 78,6 | 6,9 | 0,8 | 0,6 | 0,3 | 11,1 |
| 2020-2021 | LSU Tigers | 28  | 28 | 26,9 | 51,9 | 40,0 | 70,3 | 7,8 | 0,6 | 1,1 | 0,3 | 11,6 |
| 2021-2022 | LSU Tigers | 33  | 33 | 29,7 | 43,4 | 35,0 | 70,0 | 7,8 | 0,9 | 1,5 | 0,3 | 13,7 |
| Carriera  | Carriera   | 127 | 94 | 23,4 | 47,4 | 35,3 | 73,4 | 6,5 | 0,7 | 1,0 | 0,3 | 10,3 |

#### Massimi in carriera
- Massimo di punti: 30 vs Louisiana-Monroe (9 novembre 2021)[5]
- Massimo di rimbalzi:  18 vs Louisiana Tech (18 dicembre 2021)
- Massimo di assist: 4 vs Vanderbilt (2 marzo 2021)
- Massimo di palle rubate: 5 vs South Carolina (22 febbraio 2020)
- Massimo di stoppate: 2 (6 volte)
- Massimo di minuti giocati: 39 vs Kentucky (23 febbraio 2022)

### NBA

#### Regular season
| Anno      | Squadra         | PG | PT | MP  | TC%  | 3P%  | TL% | RP  | AP  | PRP | SP  | PP  |
| --------- | --------------- | -- | -- | --- | ---- | ---- | --- | --- | --- | --- | --- | --- |
| 2022-2023 | Houston Rockets | 4  | 0  | 6,2 | 41,7 | 30,0 | 100 | 1,5 | 0,3 | 0,0 | 0,3 | 3,8 |
| Carriera  | Carriera        | 4  | 0  | 6,2 | 41,7 | 30,0 | 100 | 1,5 | 0,3 | 0,0 | 0,3 | 3,8 |

#### Massimi in carriera
- Massimo di punti: 7 vs Oklahoma City Thunder (15 febbraio 2023)[6]
- Massimo di rimbalzi:  3 vs Oklahoma City Thunder (15 febbraio 2023)
- Massimo di assist: 1 vs Sacramento Kings (6 febbraio 2023)
- Massimo di palle rubate: -
- Massimo di stoppate: 1 vs Oklahoma City Thunder (15 febbraio 2023)
- Massimo di minuti giocati: 17 vs Oklahoma City Thunder (15 febbraio 2023)

### G League
| Anno      | Squadra       | PG | PT | MP   | TC%  | 3P%  | TL%  | RP  | AP  | PRP | SP  | PP   |
| --------- | ------------- | -- | -- | ---- | ---- | ---- | ---- | --- | --- | --- | --- | ---- |
| 2022-2023 | R.G.V. Vipers | 47 | 47 | 33,5 | 48,7 | 35,9 | 81,6 | 9,2 | 1,3 | 1,1 | 0,3 | 21,9 |
| 2023-2024 | R.G.V. Vipers | 45 | 21 | 27,4 | 42,6 | 30,1 | 72,7 | 6,9 | 1,1 | 1,0 | 0,1 | 16,0 |
| Carriera  | Carriera      | 92 | 68 | 30,5 | 46,1 | 33,4 | 76,6 | 8,1 | 1,2 | 1,1 | 0,2 | 19,0 |